# Puchol skvrnitý
Puchol skvrnitý (Chrotogale owstoni) je málo prostudovaná cibetka, která žije samotářsky převážně na zemi a hlavní složku její potravy tvoří nejspíše červi. Skvrnitá srst má zřejmě varovat predátory před zapáchajícím výměškem vylučovaným análními žlázami. Žije v severním Vietnamu, severním Laosu a jižní Číně.

## Popis
- Délka těla: až 72 cm
- Délka ocasu: až 47 cm
- Hmotnost: až 4 kg